# 河西乡 (渭南市)
河西乡是中国陕西省渭南市临渭区下辖的一个乡。

## 行政区划
河西乡下辖以下行政区：
徐家村、邓家村、双刘村、王崇寺村、桶张村、史家村、王埝村、崖头村、河西村、韩家村、宋家村、张坡村、周坡村、雷家村、张嘴村